# Love Is for Suckers
Love Is for Suckers è il quinto album in studio della heavy metal band statunitense Twisted Sister pubblicato il 13 agosto del 1987 per la Atlantic Records e prodotto da Beau Hill.
Al disco parteciparono artisti d'eccezione come Kip Winger e Reb Beach dei Winger, e Steve Whiteman e Jimmy Chalfant dei Kix. Il materiale che forma l'album in realtà apparteneva a quello che avrebbe dovuto essere un album solista del vocalist Dee Snider, la casa discografica però fece pressione affinché il lavoro venisse pubblicato sotto il nome del gruppo. Uscito nell'agosto del 1987 il disco raggiunse solamente la posizione numero 74 nella classifica di Billboard.

## Tracce
1. Wake Up (The Sleeping Giant) (Snider) 4:19
2. Hot Love (Snider) 3:28
3. Love Is For Suckers (Carter, Snider) 3:25
4. I'm So Hot For You (Snider) 4:05
5. Tonight (Snider) 3:51
6. Me And The Boys (Snider) 3:52
7. One Bad Habit (Snider) 3:18
8. I Want This Night (To Last Forever) (Tanner, Wagner, Snider) 4:18
9. You Are All That I Need (Snider) 4:17
10. Yeah Right (Snider) 3:14

### Tracce aggiunte nel Remaster (1999)
11. Feel Appeal (Snider) 3:19

12. Statutory Date (Snider) 3:11

13. If That's What You Want (Snider) 4:25

14. I Will Win (Snider) 3:29

## Lineup
- Dee Snider - Voce
- Jay Jay French - Chitarra
- Eddie "Fingers" Ojeda Chitarra
- Mark "The Animal" Mendoza - Basso
- Joey "Seven" Franco - Batteria

### Altre partecipazioni
- Reb Beach - Chitarra
- Beau Hill - Tastiere, Cori
- The New West Horns - Corno
- Steve Whiteman - Cori
- Jimmy Chalfant - Cori
- Kip Winger - Cori